# Benzbromaron
Benzbromaron – lek urykozuryczny i niekompetycyjny inhibitor oksydazy ksantynowej stosowany w leczeniu dny moczanowej, zwłaszcza gdy allopurinol, leczenie pierwszego rzutu, zawodzi lub powoduje nietolerowane działania niepożądane.
Benzbromaron jest wysoce skuteczny i dobrze tolerowany, a badania kliniczne przeprowadzone w 1981 r. i w 2008 r. wskazują, że wykazuje on lepsze działanie terapeutyczne zarówno od allopurinolu, nieurykozurycznego inhibitora oksydazy ksantynowej, jak i probenecydu, innego leku urykozurycznego.

## Mechanizm działania
Benzbromaron jest bardzo silnym inhibitorem CYP2C9. Dodatkowo obecnie opracowano kilka analogów leku hamujących CYP2C9 i CYP2C19 do wykorzystania w badaniach naukowych.

## Historia
W 2003 r. lek został wycofany przez Sanofi-Synthélabo po doniesieniach o poważnej hepatotoksyczności, ale jest nadal sprzedawany w kilku krajach przez inne firmy farmaceutyczne. W Polsce lek ten jest niedostępny w sprzedaży.